# サクラテツ対話篇
『サクラテツ対話篇』（サクラテツたいわへん）は、藤崎竜による日本の漫画。登場人物の名前が哲学者に由来している。極めてシュールな作風とCGの多用が特徴的である。

## あらすじ
巨大なビルが立ち並ぶ都内の一等地・宛内区宛内1-1-1に、周りの風景から取り残されたような一軒の古い家が建っていた。そこに住む少年・桜テツは、その立地条件から高額な固定資産税を払うために、幼稚園生の頃からアルバイトに追われていた。そんな彼に、大富豪の娘・出井富良兎は強い興味を抱いていた。
そんなある日、桜家上空に突然巨大な樹木が現れ、未来人や宇宙人・妖精など、様々な侵略者が次々と桜家の土地を狙い始める。桜家の土地を守るためにテツは侵略者と戦い続けることになる。

## 登場人物

### 桜家
東京都宛内区宛内1-1-1のボロい一軒屋に住む人々。
桜テツ（サクラ テツ）
主人公。高校に通うかたわら、桜家の長男で唯一の稼ぎ手でもある。幼稚園のころから1日3時間しか睡眠をとらずにアルバイトに追われ、いつしか金の亡者と化していた。日々のバイトで鍛えられているため、超人的な体力を持つ。趣味はごみ置き場から使える物を発掘することで、彼の部屋は集めてきた物で溢れている。ピーマンが嫌い。金の亡者化した一方、バイト歴が長く、金を稼ぐ事の大変さを知っている為か払った授業料を無駄にしたくない思いから、授業態度は至って真面目である。ノートは持たず、授業中のメモはチラシの裏を使っている。真面目ではあるが、授業料より家の税金の方が高いため、授業中でも家に異変が起きると全速力で早退する。私服はいつも無地のTシャツとジーンズで代わり映えがないが、バイトし通しで風呂に入れなくて汗臭い時も気にしない訳ではなく、「帰宅して入浴して汗臭さを解消」と言う様に、身嗜みに全然無関心な訳ではない。実はボケじいさんの実の孫ではない。桜家では唯一作中で正体が明かされていない。友人の栗斗すら一瞬虜になる程男女や種の壁を越えて誰からも好かれる出井紀世能の虜にならない唯一の人物。
鉄瓶（テッペイ）
テツの弟。テツを「兄キ」と呼んで慕う素直で明るい少年。かわいいものに目がない。その正体は座敷童子。
久散（クサン）
テツの姉。非常に体が弱いためにいつも顔色が悪く、吐血することが多い。桜家の家事全般を一人でこなしている。テツが稼いできた金をこっそり使い込んでブランド品を買いあさっている。紀世能から「ゴールドプラチナ合法カード」なるいくら使っても金が減らないカードを渡す条件として土地の権利書をあっさりと渡してしまい、「しばらく旅に出ます。」と書き置きを残して家出した。桜家は紀世能の依頼に応じて解体された。後に土地の権利書は出井家に取り戻しに行き、桜家に戻る。正体は地縛霊。
桜ボケ（サクラ ボケ）
テツの祖父で桜家の名義上の所有者。出井富良兎が得た住民票の写しによると本名は佐久 羅仏化（サク･ラボケ）で、大正1年12月31日生まれ。鉢巻きをしており、認知症が進行して曖昧な状態だが、元気だけは人一倍ある。「おのれ米軍!!」が口癖。痔持ちだったが、久散が尻の穴の神ショーベンハウアーに「おじいちゃんの痔を治して下さいませ」と願ったため、完治する。 鉢巻に書かれている文字は「ノモンハン」「リメンバー パールハーバー」「トラトラトラ」など多種存在する。実は今の家族は実の家族ではない。実の家族は戦争で亡くなっている。

### 出井家
桜テツの幼なじみの兄妹。
出井富良兎（イデイ フラト）
テツと同じクラスに通う少女。制服姿は他の女子生徒と異なりベレー帽をかぶっている。3600ページを超える「サクラテツ日記」を毎日書き続けている桜テツのストーカーでもある。大富豪の令嬢で、変わらないふつうの日々を退屈に感じていた。幼い頃から非日常的な存在であるテツに興味を持ち、テツが友人の栗斗から彼女に好かれてるのではないかと問われた際に「そんな甘っちょろいものではない」と語るほどに徹底して調査・観察することをライフワークにしている。そのため、桜家を狙う侵略者達に積極的に戦うことを促すなど、しばしばテツに問題が降り掛かるように仕向ける一方、侵略者に対抗する為の道具を提供する等、テツに助力をすることもある。自宅ではキノコの栽培やプラスチック爆薬の製作を行なう。学校では陸上部に所属。紀世能のことは「お兄ちゃん」と呼んでいる。なお、彼女の記録する本の装丁は最後になって表紙に飾り枠がつけられた。
出井 紀世能（イデイ キセノ）
富良兎の双子の兄で出井家の次期頭首。「魔性の美少年」と言われている。その姿を間近で見た者は、老若男女はおろか種の壁も問わず心を奪われてしまい、中近東に留学していたころは「全てに愛される男」と呼ばれていた。ただ、テツだけは本性を知るからか虜にならない。テツのことを「テッちゃん」と呼び、小さい頃から富良兎と同様にテツに攻撃をしかけるが、その目的は妹とは正反対で「好きな人が滅びようとするその一瞬の美」のためである。留学先からの帰国時に、テツに直接ではなく久散から侵略を開始する方法を取った。足で調査する富良兎と違い、盗撮カメラを使うことを厭わない。

### 侵略者
何らかの理由により桜家の土地を狙って現れた侵略者達。
アリス
桜家上空に現れた巨大な樹木・世界樹と共に、何億年か未来の世界からやってきた未来人の少女。宇宙の消滅を目前に仕方なく過去へとやってきた。「たった6万2千年」などと言う極端な時間感覚をしている（6万2千年が短く感じるくらい長く生きてると思われる）。未来の世界の人口は少子化が極端に進行し5人しかおらず、人類だけでは文明活動を続けるのが困難となっていた。そのため、一人一人が惑星を一つ所持し、国民ロボットを従えて王として統治している。前向きで明るい性格をしている。自分のことを「アチキ」と呼び、「ゾエ」「ゾヨ」「ゾナ?」など独特な口調で、台詞のフォントもほかの登場人物とは違うポップ体になっている。リンゴ型居住地に住んでおり、未来の世界では住所が宛内区宛内1-1-1にあったため、「この土地はアチキの物」と桜家の土地を狙う。実際、未来の土地登記簿を持っている。後にテツ以外の桜家の人々から慕われるようになる。
ファイヤアーベント
宇宙船「プリンキピア・マテマティカ号」に乗って地球を侵略しに現れた、自称・常勝無敗の美しき宇宙海賊。何事もダーツで決めることが信条で、たとえ3年の月日がかかろうとも当たるまで投げ続けるが、ダーツの腕前は非常に悪い。スノッブなフォルムの宇宙人を何人も従えている。
ジークムント
桜家の地下深くに存在する地底帝国の皇帝。地上の異変により危険が自国におよぶことを危惧し、巨大なモグラ型の戦艦と共に地上に現れた。久散のことは「アネさん」と呼ぶ。
ニーチェ
魔界王子の悪魔。魔界の出入口が桜家にできたことから土地を奪ってそこを保護し、ゆくゆくは大軍を引き連れて地上を支配しようと目論む。後に魔界の出入口がテツが漬物石に良さそうと拾って来たドでかい丸い石を久散が家まで運んでいた所、重すぎて一旦地面に置いたが、そこが魔界の出入口であった為塞がって帰れずホームレスになったりペットから無能呼ばわりされるなど散々な扱いを受ける。富良兎に惚れている。
アウグスティヌス
「神の国」から来た怪獣。宛内区上空に片目だけ出現した。世界樹が大好物で初代と二代目の世界樹が食べられている。また、食後に出すゲップは水爆の数億倍の威力がある。弱点はしみる成分入りの水で眼を攻撃されること。その為、攻撃するも成分が目に染み、涙を大量に流した為、街が洪水状態になる。視線は通常桜家を向いているが、一度逸らしたことがある。実際にやってくるのは6万2千年後と、とてつもなく気の長い話だがアリスにとっては近い将来の話らしい。
ショーベンハウアー
桜家の庭に埋まっていた遺跡から出てきた尻の穴の神。少女の姿をしており、発掘されるまで百万年間眠っていた。一人称は「わらわ」で語尾に「ナル」とつける。桜家の土地は元々自分の縄張りだと発言して、テツとアリスに埋められそうになった。名前は第四話のサブタイトルに入ったのみで本編では出てこない。尻の穴に関する願いであれば何でも叶えることができるが、テツが毎日の便が黄金になるように願えば他の神のテリトリーと言うなど実際に叶えられる願いの範囲は狭い。
デューイ
「NO!」と言える日本国大統領。日本の元首だが、見た目はアングロ・サクソン人そっくりである。国会議事堂で富良兎に桜家の存続の可否について問われ、旗艦プラグマティズムを用いて桜家の殲滅を決断する。桜家を空爆した際は去り際に「ジャスティス」と言った。
ゾロアスター
ニーチェのペットで魔界ラッコ。富良兎の持ってきた差し入れの香りにつられ、再び桜家に生じた魔界の門を通って現れた。毒物を食べるとその毒の種類によって様々な人格に変化し、その人格に合った口調でしゃべる。格闘人格の時にニーチェを無能呼ばわりしたり、ジャレて来た鉄瓶をに暴力を振るいジャイアントスイングで地面に叩き付けて脳が飛び出す程悲惨な状態にした。
羅漢（ラカン）
鏡の国からやってきたナルシストの化身。視線を浴びることを好み、桜家上空の巨大なアウグスティヌスの視線を感じながら日光浴をするために桜家に現れた（しかしアウグスティヌスには視線を逸らされた）。そのため桜家の土地の奪取を目的とはしていない。
風吼（フーコー）
桜の花を咲かせることによって春の心地を呼び、人々を眠らせ夢を見させる夢の創造主。ショーベンハウアーと同じ神の一種であるかを問われ、嫌々ながら肯定した。桜家一同の異常な行動を「睡眠が不足しているから」として、彼らを真人間に更生させるために現れた。
漫画神ハイデガー（マンガシンハイデガー）
漫画と現実の狭間に存在し、サクラテツ対話篇を含む全ての漫画を支配する漫画の神である。テツをサクラテツ対話篇の世界から「荒野の砂漠 水一滴も無し」の世界へ移すため、テツの前に現れる。また、その理由は連載時と単行本で異なっている。
読者氏（ドクシャシ）
漫画の妖精によってサクラテツ対話篇の世界に召喚された最強の侵略者。現実世界に戻るためには、テツを倒さなければならず、アリスと手を組みテツに挑む。彼がペンなどで描いた物は実体化し、その能力を使って怪獣を生み出し街を破壊するなどした。また、彼には漫画のコマ枠が見える（他のキャラクターには見えない）。漫画内でやりたい放題やって被害をも垂らしたら漫画内の住人達から「お前にとっては漫画でも自分達にとっては現実だ」と言って怒りを買い、ボコボコにされる。

## 単行本

### ジャンプコミックス
1. 上巻 ISBN 978-4-08-873285-5
2. 下巻 ISBN 978-4-08-873319-7

### 文庫本
- 藤崎竜作品集2 サクラテツ対話篇 ISBN 978-4-08-618748-0